# Vemmedrup
Vemmedrup er en by på Østsjælland med 1.625 indbyggere  (2024), beliggende ved Vestmotorvejen 22 km øst for Ringsted og 8 km vest for Køge. Byen hører til Køge Kommune og ligger i Region Sjælland.
Vemmedrup hører til Bjæverskov Sogn. Bjæverskov Kirke ligger i Bjæverskov, 3 km sydvest for Vemmedrup.

## Faciliteter
Vemmedrupskolen fra 1979 har 331 elever, fordelt på 0.-9. klassetrin, samt 3 aldersopdelte SFO'er, juniorklub for 4.-7 klasse og ungdomsklub for 7. klasse og op. I byen er der også en dagpleje.  Vemmedrup Idrætsforening, der også blev stiftet i 1979, benytter skolens lokaler uden for normal skoletid og har også sit eget klubhus. Foreningen tilbyder badminton, bordtennis, fodbold, gymnastik, karate og petanque.
Vemmedrup Børnehave med 47 børn er opført i 1974 i den gamle krohave ved Yderholm Kro, som nu er privat bolig. Vemmedrup har en Rema 1000

## Historie
I Vemmedrup har der været tre standsningssteder på Køge-Ringsted Banen (1917-63): Holdepladsen Yderholm blev mest benyttet af turister på skovtur. 1929-40 fandtes Vemmedrup trinbræt tæt ved den nuværende bymidte. Og fra 1929 fandtes Lundsgårdsvej trinbræt ved banens krydsning af den nuværende Vindegårdsvej. Banetracéet er bevaret 300 m sydvest for byen på en 1½ km lang asfalteret sti til Bjæverskov.
Målebordsbladene viser kun et par gårde i det nuværende byområde, så Vemmedrup var et landdistrikt i banens tid, og byen er hovedsagelig opstået senere.